# Veslački klub Croatia Zagreb
Veslački klub 'Croatia' Zagreb utemeljen je 1934. godine pod imenom VK 'Sava'. U svim tim godinama postojanja klub nije nikad prestajao s radom. Djelovao je pod različitim imenima: 'Sava', 'Macabi', 'Lokomotiva', 'Lasta', 'Trnje', 'Sloga' te od 11. svibnja 1971. kao VK 'Croatia'.
U toku svog postojanja klub je postizao zavidne rezultate. Veslači VK 'Croatia' nastupali su svjetskim prvenstvima za juniore, seniore B (do 23. god.) i seniore A, na Mediteranskim i Olimpijskim igrama, u klupskim i kombiniranim reprezentativnim posadama.
Klub se nalazi u zagrebačkom kvartu Trnje, na adresi Trnjanska 177.
Klub je član  Hrvatskog veslačkog saveza te Veslačkog saveza Zagreba.

## Vanjske poveznice
- Veslački klub Croatia Zagreb